# Cal Pragonès
Cal Pragonès és una masia del municipi de Gaià (Bages) inclosa en l'Inventari del Patrimoni Arquitectònic de Catalunya.
És un edifici civil, una masia orientada al sud-oest. És del tipus I de la classificació de J. Danés. Edifici de tres cossos i tres plantes material de construcció= pedra i tàpia.
Al fogatge de 1553 hi surt caterina pregones. Encara que no hi ha inscripcions, podem assegurar que la casa actual fou construïda posteriorment.